# Palais de Charles de Lorraine
Le palais de Charles de Lorraine (en néerlandais : Paleis van Karel van Lotharingen) est un des seuls palais princiers qui témoigne à Bruxelles du siècle des Lumières. Réaménagé et agrandi par le gouverneur Charles Alexandre de Lorraine, il est situé au sein du quartier de la Cour, un rien en contrebas de la place Royale.
Dans le cadre bruxellois actuel de la place du Musée et du Mont des Arts, il est très difficile de percevoir la part des édifices dont l’origine est liée à l’aménagement, dans les années 1760, de la résidence du gouverneur Charles. Les transformations du XIXe siècle ont en effet intégré la façade palatiale originale au sein d’un ensemble architectural qui en a imité le style et qui est connu aujourd’hui sous le nom de place des Musées. Cependant, c’est toujours l’entrée originale en forme d’hémicycle du palais qui attire les regards. Sa composition subtile et élégante ainsi que sa disposition en front de l’ancienne rue de la Cour en font une des composantes urbaines les plus intéressantes de Bruxelles.
L’ancien palais de Charles de Lorraine est l’adaptation d’un vieil hôtel médiéval, celui de la famille d’Orange-Nassau à Bruxelles.

## Le nouveau palais

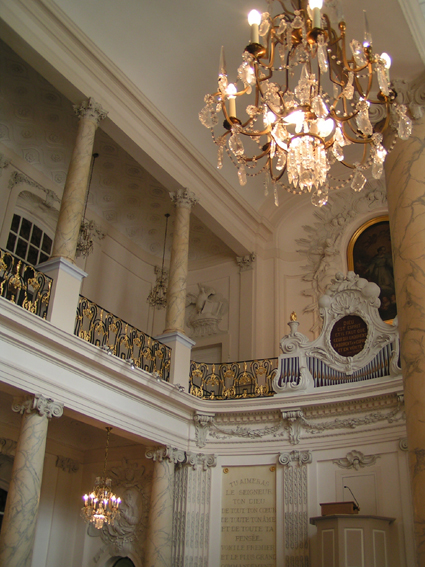
La nouvelle chapelle palatine construite vers 1760 (actuelle église protestante de Bruxelles). Vue intérieure.

Depuis l'incendie du palais de Bruxelles en 1731, c'est ce vieux palais de Nassau construit vers 1346 par Guillaume van Duvoorde, un important financier du XIVe siècle, qui servait de résidence aux gouverneurs des Pays-Bas du Sud. Guillaume van Duvoorde n'ayant pas eu d'enfant légitime, ce bien passa ensuite selon le droit féodal à la descendance de son neveu, membre de la Maison de Nassau. Engelbert II de Nassau remania l'ancien hôtel vers 1500 ; il devint au XVIIIe siècle le palais de Charles Alexandre de Lorraine.
Cependant, malgré son allure gothique, ce palais ne correspondait ni aux goûts de l’époque ni à ceux du gouverneur Charles Alexandre de Lorraine arrivé dans cette région en 1744. Le gouverneur était habitué à un autre cadre puisque sa jeunesse s’était passée à la galante et plaisante cour de Lunéville et de Nancy. Ainsi, afin de pouvoir la transformer à sa guise, achète-il en 1756 l’ancienne résidence de la famille d’Orange qui jusqu’alors appartenait aux descendants de Guillaume le Taciturne et n’était que louée par le gouvernement. Les premiers travaux de transformation semblent entrepris dès l’année suivante et concernent les appartements d’hiver du gouverneur, côté boulevard de l’Empereur. Plus ambitieuse, la seconde phase des travaux débute vers 1760. Il s’agit de l’adjonction d'ailes vers les jardins, correspondant à la façade Ouest de l’actuelle place du Musée. Cet agrandissement, probablement œuvre de l’architecte Jean Faulte, se répartit en trois séquences coïncidant à trois fonctions distinctes. De gauche à droite, se déploient tout d’abord les treize travées de l’aile principale renfermant les nouveaux appartements d’été du prince, suivie de la nouvelle entrée d’honneur en forme d’hémicycle et enfin la nouvelle chapelle palatine.

### Un palais du siècle des Lumières

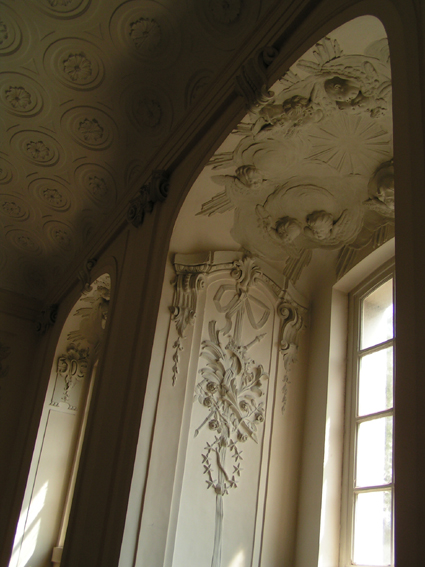
La nouvelle chapelle palatine construite vers 1760 (actuelle église protestante de Bruxelles). Vue intérieure. Détail des stucs dans l'embrasure des fenêtres.

Si, dès son installation à Bruxelles (1744), « le bon Gouverneur y introduit un train de vie, une animation (…) qui réveilla et dérida le monde figé de cette Cour, réputée la plus ennuyeuse de l’Europe, dont il fit bientôt, au dire du prince de Ligne (…) l’une des plus amusante qui fût », l’ancien hôtel de Nassau, tel que réaménagé et agrandi pour Charles de Lorraine, constituait un remarquable témoin à Bruxelles d’une résidence princière issue du siècle des Lumières.
Le palais développait à l’est les appartements d’été et à l’ouest les appartements d’hiver du gouverneur. L’aménagement intérieur reflétait des tendances et des goûts du prince pour les arts, les sciences et autres curiosités tel qu’en attestent notamment le cabinet de laque ou chambre chinoise, les bibliothèques, le cabinet d’histoire naturelle, le laboratoire, le petit cabinet de physique ou encore la chambre des automates. La décoration intérieure, contrairement à l’ordonnance classique des façades, mêlait de manière fastueuse les influences classiques et rocaille. Si les cinq salons conservés de nos jours vers la place du Musée en sont les seuls témoins vivants, les descriptions anciennes rendent nettement compte du faste de l’aménagement intérieur du palais.
Toutes ces splendeurs ne furent que de courte durée. « Notre prodigue gouverneur mourait comme il avait vécu, démuni d’argent et couvert de dettes ». À sa mort, les collections furent démembrées et le palais vidé quasi de tout son contenu jusqu’au démontage des panneaux décoratifs qui ornaient les murs de certains salons. Le tout fut vendu, à l’exception de certaines pièces que s’attribua l’empereur Joseph II, légitime héritier de Charles Alexandre de Lorraine. Même les plantations du jardin en devant les appartements d’été, furent envoyées à Vienne.

## La situation actuelle
Du palais de Charles de Lorraine ne subsiste donc aujourd’hui qu’une infime partie. Celle-ci correspond à peu près aux nouveaux appartements d’été du Duc qui vers 1760 sont venus se substituer à l’aile Est de l’ancien palais de Nassau. Dans l’état actuel des choses, il est difficile sur le terrain de se faire une idée concrète de ce à quoi ressemblait le palais du gouverneur en son temps. L’histoire tumultueuse du quartier a transformé son aspect d’origine. Les interventions principales remontent aux années 1825-1827, 1879 et 1960.
Pendant la période française, la ville de Bruxelles acheta le palais de Charles Alexandre de Lorraine pour y installer bibliothèque, galerie de tableaux et cabinet de physique et d’histoire naturelle constituant le Musée du département de la Dyle, un des quinze musées départementaux créés à l’initiative de Napoléon, dans le cadre de la décentralisation du Louvre (1801). Ses collections, ouvertes au public en 1803, sont le résultat de plusieurs apports successifs : les œuvres d’art saisies par la République française, soit abandonnées (1798) dans les anciens dépôts, soit restituées par l’occupant à trois reprises (1802, 1811 et 1815), les donations de Guillaume Ier des Pays-Bas et la collection d’art contemporain du Ministère de l’Intérieur (1834). Rachetées par l’État à la ville qui en était encore propriétaire, elles forment l’embryon du patrimoine artistique et littéraire belge qui sera, petit à petit, concentré autour de la future place du Musée. En 1804, la chapelle royale est confiée par Napoléon Ier à la communauté protestante de Bruxelles et devient l'église protestante de Bruxelles-musée. Elle a conservé en grande partie son aspect d'origine.
Une aile jumelle du même style, dessinée par l’architecte de la Ville, Nicolas Roget, est accolée perpendiculairement au palais en 1825 pour abriter le palais de l’industrie nationale, destiné à accueillir des salons périodiques encouragés et soutenus par le souverain des Pays-Bas, Guillaume Ier. Sa construction coïncide avec l’achèvement du premier tronçon de la rue de la Régence, qui s’échoue provisoirement au pied de l’église Notre-Dame du Sablon de Bruxelles.
Mais la Bibliothèque royale de Belgique, fondée en 1837, envahit progressivement les locaux. Elle déplace successivement le musée de peinture et de sculpture, installé dans les appartements de Charles de Lorraine, puis le palais de l’industrie. Le premier s’installe dans le nouveau palais de la rue de la Régence et le second, devenu musée de l’industrie, rejoint les palais du Cinquantenaire. Même la nouvelle aile (de l'architecte E. Willame, 1879), construite à l’arrière du palais des beaux-arts de Balat pour refermer la cour, est envahie par l'administration et le cabinet de numismatique de la Bibliothèque royale. Ne restent sur place que les collections d’art contemporain du musée.
En découle ainsi une vaste cour encadrée de trois façades homogènes en forme de « U ». Les appartements d’été du duc Charles faisant depuis lors office d’aile latérale.
Avec la construction du complexe du Mont des Arts dans les années 1960, il fut décidé de démolir plus des trois quarts du palais. Si quelques salons furent conservés derrière les façades, il est toutefois possible d’associer les lourdes interventions des années 1960 à une opération de façadisme. Ces démolitions firent disparaître toute trace de l’antique palais de Nassau duquel la nouvelle aile était née.
C'est probablement davantage pour assurer l’homogénéité stylistique de le place du Musée que par intérêt pour les qualités intrinsèques du palais original que furent conservés vers 1960 les vestiges actuels. Les interventions de cette époque ne sont parfois pas subtiles ni scrupuleuses. La place donnée à la chapelle Saint-Georges, dite chapelle de Nassau, au sein des différents projets pour le futur complexe du Mont des Arts en est une illustration.
Des trois façades qui forment de nos jours la place du Musée, seule celle au sud-ouest correspond donc aux transformations apportées par le gouverneur Charles de Lorraine à l’ancien palais de Nassau.
Le palais est fermé depuis 2017 en raison de travaux de rénovation. Il rouvrira en 2019 avec l'exposition The World of Bruegel in Black and White .

## L'entrée en hémicycle, une solution baroque

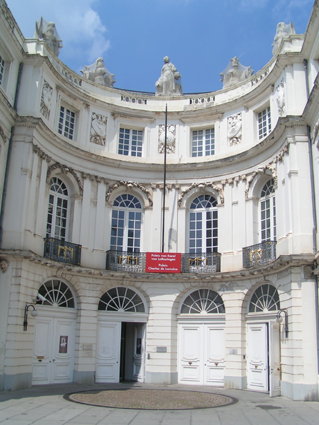

C’est l’entrée semi-circulaire, placée dans l’axe de l’actuelle rue du Musée, qui donne aux constructions commanditées par Charles Alexandre de Lorraine leur distinction et leur beauté. La réalisation de cette entrée démontre l’ingéniosité de l’architecte.
Avant les agrandissements réalisés pour Charles de Lorraine, le flanc nord de l’ancien palais d’Orange-Nassau était bordé par la rue Montagne du Prince. Celle-ci, représentée sur le plan de Braun et Hogenberg de 1576, partait de la place des Bailles vers le bas de la ville et rejoignait la rue Montagne de la Cour à la hauteur du Cantersteen. Cette rue n’était pas rectiligne. Depuis la place des Bailles, elle descendait vers le portail du palais de Nassau et obliquait ensuite légèrement vers la droite en poursuivant vers le Cantersteen tout en longeant donc le flanc nord du palais. Ladite chapelle de Nassau, intégrée au sein de la façade de la Bibliothèque royale de Belgique, est de nos jours le seul vestige de l’ancien palais témoignant du second tronçon de cette rue. L’entrée principale du palais de Nassau se situait donc presque au même emplacement que l’actuelle entrée en hémicycle du palais de Charles de Lorraine. L’aménagement de la nouvelle entrée du palais, à l’angle du quadrilatère, s’est donc fait en continuité avec la logique ancienne du bâtiment. Il aurait été difficile d’en déplacer l’entrée principale vu l’importante déclivité du terrain ailleurs autour du palais. Seule la façade orientale tournée vers les jardins aurait pu accueillir cette fonction d’entrée, ce qui aurait néanmoins révoqué le caractère privatif de ces jardins. Cependant s'il fut décidé de conserver l’emplacement de l’entrée, la disposition irrégulière de l’ancienne entrée gothique par rapport à la rue Montagne du Prince ne convenait que mal à l’esprit classique voulu pour les nouvelles transformations. D’autre part le prolongement de la Montagne du Prince vers le Cantersteen constituait un obstacle à un éventuel développement de la façade orientale (côté place du musée) du palais vers le Nord. L’idée fut donc d’enjamber la vieille rue sans pour autant la sectionner. Si cette solution n’était pas neuve, elle permettait néanmoins de développer une façade d’entrée plus ample et d’autant plus magnifique qu’elle clôturait visuellement la rue qui lui faisait face. L’architecte a su ainsi tirer à son avantage une situation au départ contraignante. Il s’agit d’une mise en scène urbaine magnifiant la place du prince au sein même de la ville. Ce concept théâtral et baroque est soutenu par l’originalité et l’élégance du plan concave donné au corps d’entrée.
L’hémicycle est composé de quatre travées identiques — il n’y a donc pas de travée axiale — ouvertes au rez-de-chaussée par quatre portes cochères. Seules trois parmi celles-ci desservaient de manière subtile l’édifice. Les deux ouvertures de gauche menaient à une rotonde, sorte de vestibule carrossable contigu à l’escalier d’honneur et qui traversait de part en part et de manière oblique l’édifice vers la cour intérieure du palais. Le portail à l’extrême droite servait d’entrée publique vers la nouvelle chapelle. Enfin, la quatrième ouverture ne desservait pas l’édifice princier mais constituait le prolongement de la rue ancienne. Une fois passée en dessous de la nouvelle salle à manger (disparue), la rue reprenait son tracé ancien (disparu) le long de l’aile nord du palais (disparue) et de son ancienne chapelle Saint-Georges (seule survivante) vers le Cantersteen. S’il n’est pas certain que la nouvelle chapelle ait été prévue dès la conception du projet, la manière dont l’entrée en hémicycle dessert les espaces qui lui sont contigus est ingénieuse et attractive. La même remarque est valable pour les espaces intérieurs, du moins pour les espaces d’apparats. Pour l’architecture extérieure tant que pour les espaces intérieurs, l’architecte a fait appel à divers artifices afin de servir au mieux son architecture-spectacle. L’emploi de fausses fenêtres dans la façade de l’hémicycle en est un bon exemple. Que la façade ne traduise pas sincèrement les espaces intérieurs du palais n’a guère d’importance pour l’architecte. La conception de l’espace est empreint d’esprit baroque teinté toutefois à la façon européenne du XVIIIe siècle tant dans l’aspect plastique des éléments architecturaux que dans l’organisation de l’espace (art de la distribution).
Conçu comme la pièce maîtresse du palais, l’hémicycle bénéficie d’une décoration de style rocaille et d’un programme sculpté présentant, sous forme allégorique, les qualités essentielles d’un bon gouvernement. Les balcons qui l’encadrent au premier étage sont flanqués, de gauche à droite, de la Bravoure (épée, mèche d’artilleur, loup), de l’Humanité (ruche, agneau), de la Politique (serpent, timon, masque) et de la Religion (autel, Bible). Au-dessus d’eux, en bas-reliefs, la Paix et la Guerre sont représentées par des putti. À gauche, la Paix favorise le développement de l’agriculture (gerbe), du commerce (sphère), des arts (buste) et des sciences (instruments de précision). Sur la balustrade, la Magnanimité (corne d’abondance, lion, couronne) placée dans l’axe de l’hémicycle est entourée des quatre vertus morales traditionnelles exigées d’un bon gouvernement, personnifiées par des enfants : la Justice (faisceau de licteur, balance), la Tempérance (versant un liquide dans un  pichet), la Force (brisant une souche d’arbre) et la Prudence (serpent).